# Parcs nacionals de l'Índia
Aquesta és una llista dels parcs nacionals de l'Índia. El parc nacional més antic de l'Índia (àrea protegida en la categoria de la UICN, la Unió Internacional per a la Conservació de la Natura) fou l'anomenat Parc Nacional de Hailey, que actualment és el Parc Nacional de Jim Corbett, fundat el 1935. Amb anterioritat a 1970, l'Índia tenia només 5 parcs nacionals, mentre que amb data d'abril de 2007 comptava ja amb 96 parcs. Els parcs nacionals en existència ocupen 38.029,18 km² de l'àrea territorial, la qual cosa representa aproximadament l'1,16% de la superfície total de l'Índia.
Un total de 166 parcs nacionals es troben autoritzats, i els plans en curs són acabar de programar alguns més, com ara el Parc Nacional de Kambalakonda (70 km²) a Andhra Pradesh i el Anamudi Xola (7,50 km²) i Pampadum Xola (1,32 km²) a Kerala. Són d'una importància especial les 28 reserves per a tigres que tenen com un dels seus objectius principals assegurar la supervivència d'aquest animal, un símbol nacional de l'Índia.

## Llista dels parcs nacionals
Els parcs nacionals de l'Índia s'enumeren a continuació, indicant l'estat on s'ubica i la seva extensió.
| Nom                                                                         | Estat                   | Creat    | Àrea (en km²) |
| --------------------------------------------------------------------------- | ----------------------- | -------- | ------------- |
| 1. Parc Nacional d'Anshi                                                    | Karnataka               | 1987     | 250           |
| 2. Parc Nacional de Balphakram                                              | Meghalaya               | 1986     | 220           |
| 3. Parc Nacional de Bandhavgarh                                             | Madhya Pradesh          | 1982     | 448,85        |
| 4. Parc Nacional de Bandipur                                                | Karnataka               | 1974     | 874,20        |
| 5. Parc Nacional de Bannerghatta                                            | Karnataka               | 1974     | 106,27        |
| 6. Parc Nacional de Vansda                                                  | Gujarat                 | 1979     | 23,99         |
| 7. Parc Nacional de Betla                                                   | Jharkhand               | 1986     | 231,67        |
| 8. Parc Nacional de Bhitarkanika                                            | Orissa                  | 1988     | 145           |
| 9. Parc Nacional de Blackbuck                                               | Gujarat                 | 1976     | 34,08         |
| 10. Parc Nacional de Buxa (Reserva de tigres)                               | Bengala Occidental      | 1992     | 117,10        |
| 11. Parc Nacional de Campbell Bay                                           | Illes Andaman i Nicobar | 1992     | 426,23        |
| 12. Parc Nacional de Chandoli                                               | Maharashtra             | 2004     | 317,67        |
| 13. Parc Nacional de Corbett                                                | Uttarakhand             | 1936     | 520,82        |
| 14. Parc Nacional de Dachigam                                               | Jammu i Caixmir         | 1981     | 141           |
| 15. Parc Nacional de Darrah                                                 | Rajasthan               | 2004     | 250           |
| 16. Parc Nacional de Desert                                                 | Rajasthan               | 1980     | 3162          |
| 17. Parc Nacional de Dibru-Saikhowa                                         | Assam                   | 1999     | 340           |
| 18. Parc Nacional de Dudhwa                                                 | Uttar Pradesh           | 1977     | 490,29        |
| 19. Parc Nacional de Eravikulam                                             | Kerala                  | 1978     | 97            |
| 20. Parc Nacional de Fossil                                                 | Madhya Pradesh          | 1983     | 0,27          |
| 21. Parc Nacional de Galathea                                               | Illes Andaman i Nicobar | 1992     | 110           |
| 22. Parc Nacional de Gangotri                                               | Uttarakhand             | 1989     | 1552,73       |
| 23. Parc Nacional de Gir                                                    | Gujarat                 | 1965     | 258,71        |
| 24. Parc Nacional de Gorumara                                               | Bengala Occidental      | 1994     | 79,45         |
| 25. Parc Nacional de Govind Pashu Vihar                                     | Uttarakhand             | 1990     | 472,08        |
| 26. Parc Nacional de Great Himalayan                                        | Himachal Pradesh        | 1984     | 754,40        |
| 27. Parc Nacional de Gugamal                                                | Maharashtra             | 1987     | 361,28        |
| 28. Parc Nacional de Guindy                                                 | Tamil Nadu              | 1976     | 2,82          |
| 29. Parc Nacional de Gulf of Kachchh Marine                                 | Gujarat                 | 1980     | 162,89        |
| 30. Parc Nacional de Gulf of Mannar Marine                                  | Tamil Nadu              | 1980     | 6,23          |
| 31. Parc Nacional de Hemis                                                  | Jammu i Caixmir         | 1981     | 4.100         |
| 32. Parc Nacional de Harike Wetland                                         | Punjab                  | 1987     | 4.100         |
| 33. Parc Nacional de Hazaribag                                              | Jharkhand               | 1954     | 183,89        |
| 34. Parc Nacional de Indira Gandhi (prev: Annamalai National Park)          | Tamil Nadu              | 1989     | 117,10        |
| 35. Parc Nacional d'Indravati                                               | Chhattisgarh            | 1981     | 1.258,37      |
| 36. Parc Nacional d'Intanki                                                 | Nagaland                | 1993     | 202,02        |
| 37. Parc Nacional de Kalesar                                                | Haryana                 | 2003     | 100,88        |
| 38. Parc Nacional de Kanha                                                  | Madhya Pradesh          | 1955     | 940           |
| 39. Parc Nacional de Kanger Ghati (Vall de Kanger)                          | Chhattisgarh            | 1982     | 200           |
| 40. Parc Nacional de Kasu Brahmananda Reddy                                 | Andhra Pradesh          | 1994     | 1,42          |
| 41. Parc Nacional de Kaziranga                                              | Assam                   | 1974     | 471,71        |
| 42. Parc Nacional de Keibul Lamjao                                          | Manipur                 | 1977     | 40            |
| 43. Parc Nacional de Keoladeo                                               | Rajasthan               | 1981     | 28,73         |
| 44. Parc Nacional de Khangchendzonga                                        | Sikkim                  | 1977     | 1.784         |
| 45. Parc Nacional de Kishtwar                                               | Jammu i Caixmir         | 1981     | 400           |
| 46. Parc Nacional de Kudremukh                                              | Karnataka               | 1987     | 600,32        |
| 47. Parc Nacional de Madhav                                                 | Madhya Pradesh          | 1959     | 375,22        |
| 48. Parc Nacional de Mahatma Gandhi Marine (prev: Parc Nacional de Wandur)  | Illes Andaman i Nicobar | 1983     | 281,50        |
| 49. Parc Nacional de Mahavir Harina Vanasthali                              | Andhra Pradesh          | 1994     | 14,59         |
| 50. Parc Nacional de Manas                                                  | Assam                   | 1990     | 500           |
| 51. Parc Nacional de Mathikettan Shola                                      | Kerala                  | 2003     | 12,82         |
| 52. Parc Nacional de Middle Button Island                                   | Illes Andaman i Nicobar | 1987     | 0,64          |
| 53. Parc Nacional de Mollem                                                 | Goa                     | 1978     | 107           |
| 54. Parc Nacional de Mouling                                                | Arunachal Pradesh       | 1986     | 483           |
| 55. Parc Nacional de Mount Abu Wildlife Sanctuary                           | Rajasthan               | 1960     | 288           |
| 56. Parc Nacional de Mount Harriet                                          | Illes Andaman i Nicobar | 1987     | 46,62         |
| 57. Parc Nacional de Mrugavani                                              | Andhra Pradesh          | 1994     | 3,60          |
| 58. Parc Nacional de Mudumalai                                              | Tamil Nadu              | 1990     | 103,24        |
| 59. Parc Nacional de Mukurthi                                               | Tamil Nadu              | 1990     | 78,46         |
| 60. Parc Nacional de Murlen                                                 | Mizoram                 | 1991     | 200           |
| 61. Parc Nacional de Namdapha                                               | Arunachal Pradesh       | 1983     | 1.985,23      |
| 62. Parc Nacional de Nameri                                                 | Assam                   | 1998     | 200           |
| 63. Parc Nacional de Nanda Devi                                             | Uttarakhand             | 1982     | 630,00        |
| 64. Parc Nacional de Nandankanan                                            | Orissa                  | 1976     |               |
| 65. Parc Nacional de Navegaon                                               | Maharashtra             | 1975     | 133,88        |
| 66. Parc Nacional de Neora Valley                                           | Bengala Occidental      | 1986     | 88            |
| 67. Parc Nacional de Nokrek                                                 | Meghalaya               | 1986     | 47,48         |
| 68. Parc Nacional de North Button Island                                    | Illes Andaman i Nicobar | 1987     | 0,44          |
| 69. Parc Nacional de Orang                                                  | Assam                   | 1999     | 78,80         |
| 70. Parc Nacional de Palani Hills                                           | Tamil Nadu              | Proposed | 736,87        |
| 71. Parc Nacional de Panna                                                  | Madhya Pradesh          | 1973     | 542,67        |
| 72. Parc Nacional de Pench National Park, Madhya Pradesh                    | Madhya Pradesh          | 1975     | 292,85        |
| 73. Parc Nacional de Pench                                                  | Maharashtra             | 1975     | 257,26        |
| 74. Parc Nacional de Periyar                                                | Kerala                  | 1982     | 350           |
| 75. Parc Nacional de Phawngpui Blue Mountain                                | Mizoram                 | 1997     | 50            |
| 76. Parc Nacional de Pin Valley                                             | Himachal Pradesh        | 1987     | 675           |
| 77. Parc Nacional de Rajaji                                                 | Uttarakhand             | 1983     | 820,42        |
| 78. Parc Nacional de Rajiv Gandhi (prev: Nagarhole National Park)           | Karnataka               | 1988     | 643,39        |
| 79. Parc Nacional de Rani Jhansi Marine                                     | Illes Andaman i Nicobar | 1996     | 256,14        |
| 80. Parc Nacional de Ranthambor                                             | Rajasthan               | 1980     | 392           |
| 81. Parc Nacional de Saddle Peak                                            | Illes Andaman i Nicobar | 1987     | 32,54         |
| 82. Parc Nacional de Salim Ali                                              | Jammu i Caixmir         | 1992     | 9,07          |
| 83. Sanjay²                                                                 | Chhattisgarh            | 1981     | 1.471,13      |
| 84. Parc Nacional de Sanjay²                                                | Madhya Pradesh          | 1981     | 466,88        |
| 85. Parc Nacional de Sanjay Gandhi a.k.a. Parc Nacional de Borivili, Mumbai | Maharashtra             | 1983     | 86,96         |
| 86. Parc Nacional de Sariska                                                | Rajasthan               | 1982     | 273,80        |
| 87. Parc Nacional de Satpura                                                | Madhya Pradesh          | 1981     | 585,17        |
| 88. Parc Nacional de Silent Valley                                          | Kerala                  | 1984     | 89,52         |
| 89. Parc Nacional de Sirohi                                                 | Manipur                 | 1982     | 0,41          |
| 90. Parc Nacional de Simlipal                                               | Orissa                  | 1980     | 845,70        |
| 91. Parc Nacional de Singalila                                              | Bengala Occidental      | 1992     | 78,60         |
| 91. Parc Nacional de South Button Island                                    | Illes Andaman i Nicobar | 1987     | 0,03          |
| 92. Parc Nacional de Sri Venkateswara                                       | Andhra Pradesh          | 1989     | 353,62        |
| 93. Parc Nacional de Sultanpur                                              | Haryana                 | 1989     | 1,43          |
| 94. Parc Nacional de Sundarbans                                             | Bengala Occidental      | 1984     | 1.330,10      |
| 95. Parc Nacional de Tadoba                                                 | Maharashtra             | 1955     | 623           |
| 96. Parc Nacional de la Vall de les Flors                                   | Uttarakhand             | 1982     | 87,50         |
| 97. Parc Nacional de Valmiki                                                | Bihar                   | 1989     | 335,65        |
| 98. Parc Nacional de Kanwar Lake Bird Sanctuary                             | Bihar                   | 1987     | 67,5          |
| 99. Parc Nacional de Vikramshila Gangetic Dolphin Sanctuary                 | Bihar                   | 2009     | 250           |
| 100. Parc Nacional de Van Vihar                                             | Madhya Pradesh          | 1979     | 4,45          |
| 101. Parc Nacional de Dalma Wildlife Sanctuary                              | Jharkhand               | 1975     | 195           |